# توربيورن يوهانسون
توربيورن يوهانسون (بالسويدية: Torbjörn Johansson)‏ هو عداء مسافات متوسطة سويدي، ولد في 23 يناير 1970.

## وصلات خارجية
- توربيورن يوهانسون على موقع الاتحاد الدولي لألعاب القوى (الإنجليزية)